# Виллермоз, Пьер-Жак
Пьер-Жак Виллермоз (фр. ; 28 августа 1735, Лион — 26 июня 1799) — французский медик, физик и химик, профессор Университета Монпелье. Энциклопедист Франции XVIII века.

## Биография
Родился в многодетной семье. Одним из его 12 братьев и сестёр, был Жан-Батист Виллермоз (1730—1824), французский франкмасон и мартинист.
В 1761 году П.-Ж. Виллермоз был назначен профессором химии в университете Монпелье, но в 1763 году он оставил должность и вернулся в Лион, где, по совету своих друзей, открыл собственные курсы химии. Будучи членом коллегии врачей города, он продолжал посвящать всё своё свободное время научным исследованиям.
Член Лионской академия наук, литературы и искусства.
Поддерживал дружеские отношения с аббатом-агрономом Ж. Розье, вместе с ним принимал участие в создании «Универсального словаря сельского хозяйства» .
Участвовал в работе над созданием «Энциклопедии, или Толкового словаря наук, искусств и ремёсел» Дидро и Д’Аламбера.